# Bosa (Bogota)
Bosa est le 7e district situé en périphérie sud-ouest de Bogota, capitale de la Colombie. Sa superficie est de 23,92 km2 et sa population de 475 694 habitants.